# UFC 207
UFC 207：努涅斯对鲁西（UFC 207: Nunes vs. Rousey）是终极格斗冠军赛（UFC）主办的一场综合格斗赛事，于2016年12月30日在美国内华达州天堂市的T-Mobile体育馆举行。

## 结果
1. ↑  UFC女子雏量级冠军战
2. ↑  UFC雏量级冠军战